# Microsticta vagans
Microsticta vagans är en svampart som beskrevs av Desm. 1849. Microsticta vagans ingår i släktet Microsticta och familjen Schizothyriaceae.   Inga underarter finns listade i Catalogue of Life.